# بانديميك ستوديو
بانديميك ستوديو (Pandemic Studios) كانت شركة تطوير ألعاب فيديو أمريكية - أسترالية تمتلك مقرين اثنين في كل من لوس أنجلس، كاليفورنيا وبريزبان أستراليا. اشتهرت بتطويرها لألعاب عديدة مثل ذي سابتور وستار وورز:باتل فرونت وأرمي مين: آر تي إس.

## تاريخ
يُعتبر جوش ريسنيك أول رئيس للمؤسسسة وأندرو غولدمان كبير الإداريين التنفيذيين آنذاك وكانا يعملان سابقا في شركة أكتيفجن التي أسست بانديميك ستوديو عام 1998. تُعتبر كل من باتلزون 2 ودارك راين 2 أول لعبتين تنجزهما الشركة كتتمة لألعاب أكتيفيجن.
افتتحت عام 2000 فرعا لها في بريزبان، ضاحية فورتيتيود فالاي. وكان أول مشروع أرمي مين: آر تي إس وهي لعبة استراتيجية الوقت الحقيقي باستعمال محرك دارك راين 2 فيما طورت بعد ذلك لعبة ديستروي آل هيومنز!. تحول مقر الشركة عام 2003 من لوس أنجلس إلى ويست وود كناطحة سحاب.
أُغلق في فبراير من عام 2009 مكتب بانديميك ستوديو ببريزبان وألغيت في شهر نوفمبر من نفس العام 1500 وظيفة مما تسبب في إغلاق الشركة. وأعلن في 17 من نفس الشهر أحد مسؤولي إلكترونيك آرتس رسميا هذا الأمر مع تسريح 228 موظف آخرين والتي انتدبت أيضا 35 عاملا من المسرحين من أجل المشاركة في مشروع ذي سابوتور إضافة إلى لعبة ميركس أنك التي أعلن عنها مؤخرا وهي تتمة لسلسلة مارسنيرز. وأثار هذا الانتقاء غضبا للموظفين الذين لم يتم استدعاءهم للعمل في الشركة وقد عبروا عن ردة فعلهم بنشر إحدى مقاطع فيديو تبين تحطيم آلة طباعة كانت مستعملة في مكاتبهم التابعة لبانديميك ستوديو.
ويعمل آخرون في شركة 343 إندستريز مساهمين في تطوير هيلو:كومبات إيفولفد أنيفرسري ويقومون حاليا بالمشاركة في تطوير هيلو 4.

## الألعاب
تُعتبر كل من ستار وورز:باتل فروزنت وستار وورز:باتل فروزنت 2 من أشهر ألعاب بانديميك ستوديو ضمن مشروع سلسلة ستار وورز:باتل فروزنت إضافة إلى لعبة فول سبكتروم ووريور وسلسلة مارسنيرز. وقام الأستوديو بتطوير آخر لعبة ضمن سلسلة آرمي مان التي نشرتها ذا ثري دي، إضافة إلى لعبة آرمي مان:آر تي أس. وتولى فريق الشركة بتطوير أول لعبتين ضمن سلسلة ديستروي آل هيومنز!، وكانت لعبة ذي سابوتور آخر مشروع في تاريخها.
وبحسب موقعها الرسمي، بقي للشركة مشروعين اثنين لتطوير الألعاب عند إغلاقها وهما مشروع 'إكس' المدرج منذ عام 2007 ومشروع 'واي' عام 2009 والذي كُشف عنه بعد إغلاقها، وهو يهدف إلى تطوير لعبة ميركس أنك وهي إحدى ألعاب سلسلة مارسنيرز التي يتم تطويرها حاليا من قبل أعضاء من بانديميك ستوديو يعملون لدى شركة إي آيه لوس أنجلوس. وتم أيضا إلغاء لعبة مارسنيرز 3:ناو ليميتس التي كانت في طور التطوير بعد إغلاق الشركة، إضافة إلى لعبة ذا دارك نايت التي ألغته فرع بانديميك ستوديو ببريزيبن ومشروعين آخرين لم يعلن عن اسميهما وهما 'بي' و 'كيو'.
| تاريخ الإصدار | العناوين                               | النوع/الملاحظات                                   | البيئات                                           |
| ------------- | -------------------------------------- | ------------------------------------------------- | ------------------------------------------------- |
| 1999          | Battlezone II ‏                         | تصويب منظور الشخص الأول، استراتيجية الوقت الحقيقي | ويندوز                                            |
| 2000          | Dark Reign 2                           | استراتيجية الوقت الحقيقي                          | ويندوز                                            |
| 2002          | Triple Play 2002                       | رياضة                                             |                                                   |
| 2002          | أرمي مين: آر تي إس                     | استراتيجية الوقت الحقيقي                          | نينتندو جيم كيوب، بلاي ستيشن 2، ويندوز،           |
| 2002          | Star Wars: The Clone Wars ‏             | أكشن                                              | نينتندو جيم كيوب، بلاي ستيشن 2، إكس بوكس          |
| 2002          | Full Spectrum Warrior                  | تصويب تكتيكي، تكيتكات الوقت الحقيقي               | بلاي ستيشن 2، إكس بوكس ،ويندوز                    |
| 2002          | ستار وارز: باتلفرونت (لعبة فيديو 2004) | تصويب منظور الشخص الأول، تصويب منظور الشخص الثالث | بلاي ستيشن 2، ماكنتوش، ويندوز، إكس بوكس           |
| 2005          | ستار وارز: باتلفرونت 2                 | تصويب منظور الشخص الأول، تصويب منظور الشخص الثالث | بلاي ستيشن 2، ويندوز إكس بوكس                     |
| 2005          | المرتزقة: ملعب الدمار                  | تصويب منظور الشخص الثالث                          | بلاي ستيشن 2، إكس بوكس                            |
| 2005          | Destroy All Humans!                    | تصويب منظور الشخص الثالث، مغامرات                 | بلاي ستيشن 2، إكس بوكس                            |
| 2006          | Full Spectrum Warrior: Ten Hammers     | تكيتكات الوقت الحقيقي، تصويب تكتيكي               | بلاي ستيشن 2، ويندوز، إكس بوكس                    |
| 2006          | ديستروي أول هيومنز! 2                  | تصويب منظور الشخص الثالث، مغامرات                 | بلاي ستيشن 2، إكس بوكس                            |
| 2008          | المرتزقة 2: العالم في اللهب            | تصويب منظور الشخص الثالث                          | بلاي ستيشن 2 ، بلاي ستيشن 3، ويندوز، إكس بوكس 360 |
| 2009          | The Lord of the Rings: Conquest        | أكشن                                              | بلاي ستيشن 3، ويندوز، إكس بوكس 360، نينتندو دي إس |
| 2009          | The Saboteur                           | مغامرات، تصويب منظور الشخص الثالث، تسلل           | بلاي ستيشن 3، ويندوز، إكس بوكس 360                |
| أُلغيت         | The Dark Knight                        | عن فيلم فارس الظلام                               | بلاي ستيشن 3                                      |
| أُلغيت         | Mercenaries 3                          | اللعبة الثالثة في سلسلة ماكرينيز                  | بلاي ستيشن 3، ويندوز، إكس بوكس 360                |
| أُلغيت         | The Next Big Thing                     | سُميت سابقا No Limits Racing                       | وي                                                |